# Járdánháza
Járdánháza är en ort i Ungern.   Den ligger i provinsen Borsod-Abaúj-Zemplén, i den norra delen av landet, 120 km nordost om huvudstaden Budapest. Járdánháza ligger 272 meter över havet och antalet invånare är 1 938.
Terrängen runt Járdánháza är kuperad västerut, men österut är den platt. Runt Járdánháza är det ganska tätbefolkat, med 108 invånare per kvadratkilometer. Närmaste större samhälle är Ózd, 8,3 km nordost om Járdánháza. I omgivningarna runt Járdánháza växer i huvudsak lövfällande lövskog.